# Flávio Campos
Flávio Henrique de Paiva Campos (* 29. August 1965 in Rio de Janeiro) ist ein ehemaliger brasilianischer Fußballtrainer und −spieler.

## Karriere
Flávio begann 1986 seine Profilaufbahn beim Olaria AC. 1987 wechselte er zum brasilianischen Erstligisten CR Flamengo. 1988 wechselte er zum FC São Paulo. 1989 und 1990 wurde er mit dem Verein Vizemeister der Campeonato Brasileiro. Von 1991 bis 1992 war er außerdem noch bei den Vereinen Guarani FC und CR Vasco da Gama unter Vertrag. 1993 wechselte er zum japanischen Erstligisten Gamba Osaka. Für Osaka bestritt er 58 Erstligaspiele und schoss dabei 9 Tore. 1995 kehrte er nach Brasilien zurück. Danach spielte er bei CA Bragantino, Kyōto Purple Sanga (Japan), EC Juventude und América FC (SP). Ende 1999 beendete er seine Karriere als Fußballspieler.

## Erfolge

### Als Spieler
São Paulo
- Staatsmeisterschaft von São Paulo: 1989, 1991
- Campeonato Brasileiro: 1991

Vasco
- Staatsmeisterschaft von Rio de Janeiro: 1992

Juventude
- Staatsmeisterschaft von Rio Grande do Sul: 1998
- Copa do Brasil: 1999

### Als Trainer
Sampaio Corrêa
- Staatsmeisterschaft von Maranhão: 2010